# Людовик Бургундський
Людовик Бургундський (фр. Louis de Bourgogne; 1297 — 2 серпня 1316)— володар Ахейського князівства в 1313—1316 роках, титулярний король Фессалонік.

## Життєпис
Походив зі Старшого Бургундського дому, гілки династії Капетингів. Четвертий син Роберта II, герцога Бургундії, та Агнес (доньки Людовика IX, короля Франції). 1313 року було домовлено про його шлюб з Матильдою де Ено. Невдовзі після весілля вони отримали титули князя і княгині Ахейських. Також Карл Валуа передав Людовику титул короля Фессалоніки.
За цим Людовик вирушив до Венеції в пошуках допомоги проти іншого претендента — Фернандо Майоркського, одруженого зі стриєчною сестрою Маргарити. Лише 1316 року він прибув до Ахейського князівства. На його бік перейшов Джованні I Орсіні, пфальцграф Кефалонії та Закінфу. На початку 1316 року прибув Людовик  з 1,5 тис. вояків, який спочатку намагався захопити замок Халандрица на півночі Пелопоннесу, але невдало. За цим найняв в Деспотаті Містра 2 тис. візантійців.
У липні 1316 року у битві при Маноладі Людовик здобув рішучу перемогу, де загинув його супротивник. Менш ніж за місяць після цього помер сам Людовик, за різними версіями від хвороби або отруєний Джованні Орсіні.